# Leptodermis ordosica
Leptodermis ordosica är en måreväxtart som beskrevs av Hiang Chian Fu och E.W.Ma. Leptodermis ordosica ingår i släktet Leptodermis och familjen måreväxter. Inga underarter finns listade i Catalogue of Life.